# Rhodosciadium nudicaule
Rhodosciadium nudicaule är en flockblommig växtart som först beskrevs av John Merle Coulter och Joseph Nelson Rose, och fick sitt nu gällande namn av Carl Georg Oscar Drude. Rhodosciadium nudicaule ingår i släktet Rhodosciadium och familjen flockblommiga växter. Inga underarter finns listade i Catalogue of Life.